# Guerra dos Seis Dias (2000)
Guerra dos Seis Dias (em francês:  Guerre des Six Jours) compreendeu de uma série de confrontos armados entre as forças ugandesas e ruandesas em torno da cidade de Kisangani, na República Democrática do Congo, entre 5 a 10 de junho de 2000. A guerra fez parte da Segunda Guerra do Congo (1998-2003).
Kisangani também foi cenário de violência entre as tropas de Ruanda e Uganda em agosto de 1999 e 5 de maio de 2000. No entanto, os conflitos  de junho de 2000 foram os mais letais e danificaram seriamente grande parte da cidade, com mais de 6 600 disparos. 
De acordo com Justice et Libération, uma organização de direitos humanos sediada em Kisangani, a violência causou cerca de 1 000 mortes e feriu pelo menos 3 000, a maioria deles civis. 
O conflito é chamado "Guerra dos Seis Dias", não só devido à sua duração literal de seis dias, mas também porque compartilhou as mesmas datas que a Guerra dos Seis Dias entre Israel e os Estados árabes em 1967.